# 司馬繇
司馬 繇（しば よう、? - 永安元年8月3日（304年9月18日））は、西晋の皇族。字は思玄。司馬懿の孫で琅邪王司馬伷の三男であり、元帝司馬睿の叔父。生母は諸葛誕の娘。

## 生涯
立派なひげを持ち、剛毅な性格で声望があり、博学多才であった。親への孝行で評判となり、服喪中は礼の限りを尽くしたという。
はじめ東安公に任じられ、散騎黄門侍郎・散騎常侍を歴任した。
元康元年（291年）3月、恵帝司馬衷の皇后賈南風は武帝司馬炎の外戚楊駿の権勢を妬み、宦官董猛・孟観・李肇や楚王司馬瑋と結託して政変を起こした。この時、司馬繇は殿中の兵四百人を率いてこれに加担し、雲龍門を制圧して諸軍を統率した。楊駿一派が誅殺されると、功績により右衛将軍に任じられ、射声校尉を兼任し、東安王に進封されて2万戸を加増された。後に侍中を加えられ、典軍大将軍を兼任し、右衛将軍はそのままだった。さらに尚書右僕射に昇進し、散騎常侍を加えられた。
楊駿誅殺に際し、300人余りが恩賞を与えられるか誅殺されたが、これらは全て司馬繇の思惑によるものだった。東夷校尉文鴦の父の文欽はかつて司馬繇の母方の祖父の諸葛誕に殺されたので、司馬繇は文鴦が母の一族に災いを為すことを恐れていた。そのため、文鴦は罪がなかったにもかかわらず誅殺され、三族皆殺しとなった。
兄の東武公司馬澹は以前から司馬繇を恨んでおり、伯父の汝南王司馬亮に幾度も司馬繇を誣告したが、聞き入れられなかった。だが、司馬繇が賞罰を独断で行うようになると、司馬澹は改めて「弟の東安公は賞罰を勝手に行い、朝政を壟断しようとしております」と述べ、これを謗った。司馬亮はこれを信じて司馬繇を免官とし、公の爵位ままで家に帰らせた。この時、道義に外れる発言を行ったので、爵位を除かれて帯方郡へ流された。
永康元年（300年）9月、司馬繇は朝廷より召還されて復位し、宗正卿に任じられた。さらに尚書となり、左僕射に移った。その後、母の喪により鄴に入り、成都王司馬穎の傘下となった。
永安元年（304年）7月、東海王司馬越が司馬穎討伐を掲げ、右衛将軍陳眕・司馬乂の旧将上官巳らと共に恵帝を奉じて挙兵した。司馬穎は幕僚と軍議を開くと、司馬繇は「天子が親征しているのです。武装を解いて出迎え、罪を請うべきでしょう」と勧めたが、司馬穎は聞き入れなかった。司馬穎は皇帝軍に勝利すると、恵帝に謝罪するよう進言した司馬繇を怨み、これを捕らえて処刑した。
司馬繇には男子がなかったので、兄の琅邪王司馬覲の子である長楽亭侯司馬渾を東安王に封じて跡を継がせたが、間もなく死去した。